# Chusquea
Chusquea Kunth, 1822 è un genere di  bambù appartenente alla famiglia Poaceae. È l'unico genere della sottotribù Chusqueinae Soderstr. & R.P.Ellis, 1988

## Etimologia
Il nome del genere deriva da una voce vernacolare colombiana. Il nome scientifico del genere è stato definito dal botanico tedesco Karl Sigismund Kunth (Lipsia, 18 giugno 1788 – Berlino, 22 marzo 1850) nella pubblicazione "Synopsis Plantarum, quas, in itinere ad plagam aequinoctialem orbis novi, collegerunt Al. de Humboldt et Am. Bonpland" del 1822. Il nome scientifico della sottotribù è stato definito inizialmente nel 1929 dal botanico sudamericano (nato in Scozia) John William Bews (1884 - 1938), perfezionato in seguito dai botanici contemporanei Thomas Robert Soderstrom (1936-1987) e Roger Pearson Ellis nella pubblicazione "Grass Systematics and Evolution: an international symposium held at the Smithsonian Institution, Washington, D.C." del 1987.

## Descrizione

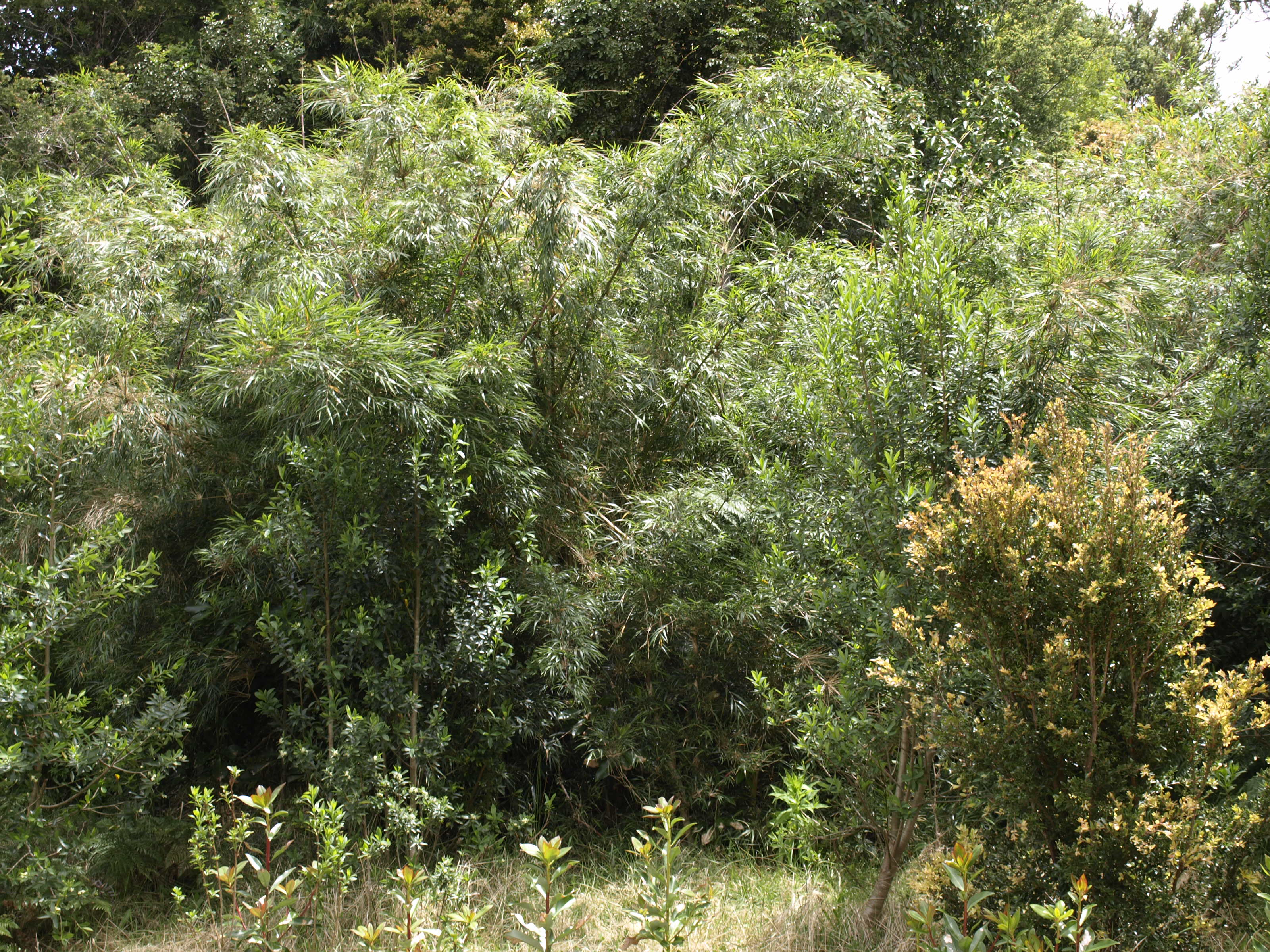
Il portamento
Chusquea valdiviensis

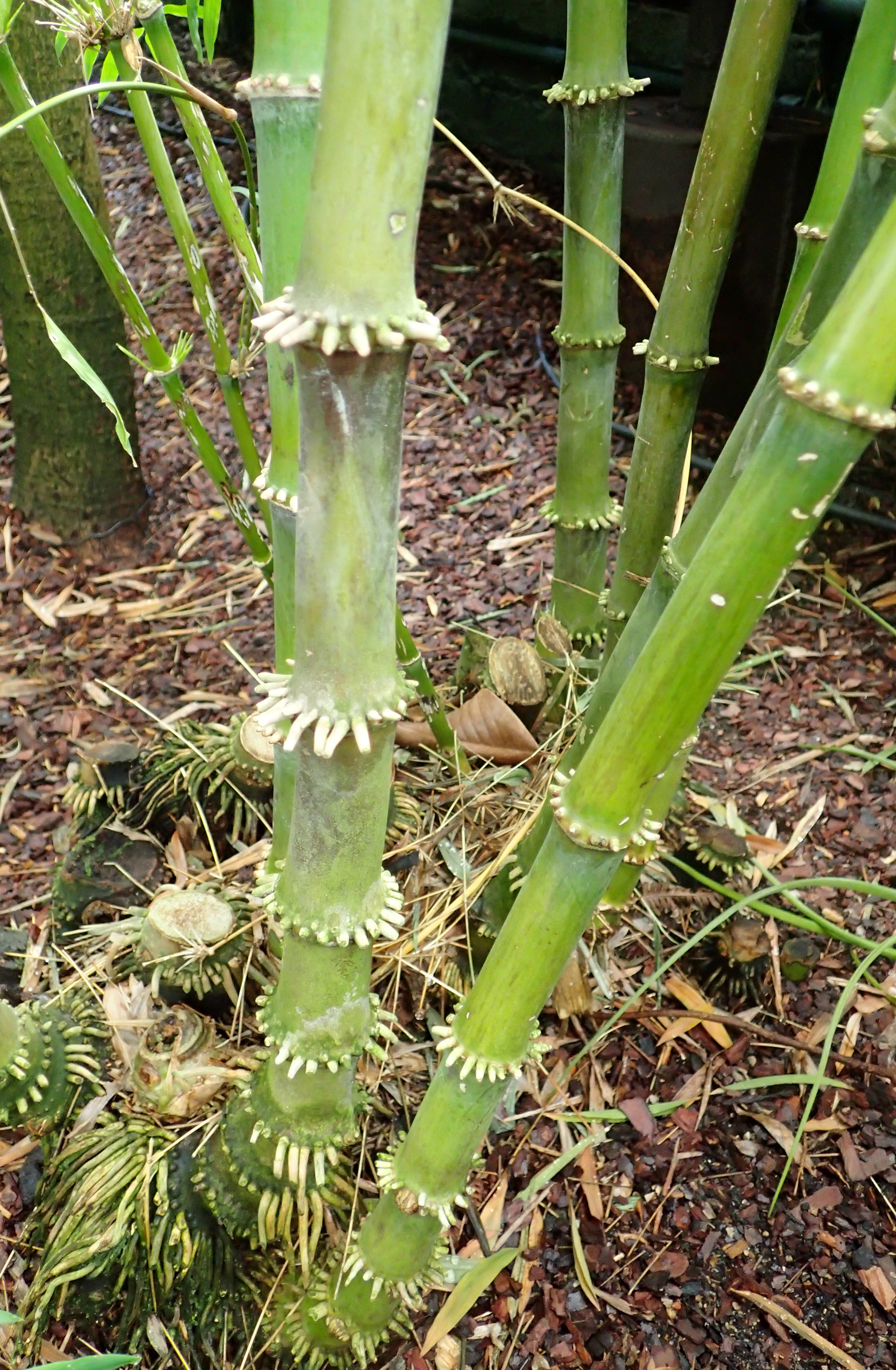
I culmi
Chusquea liebmannii

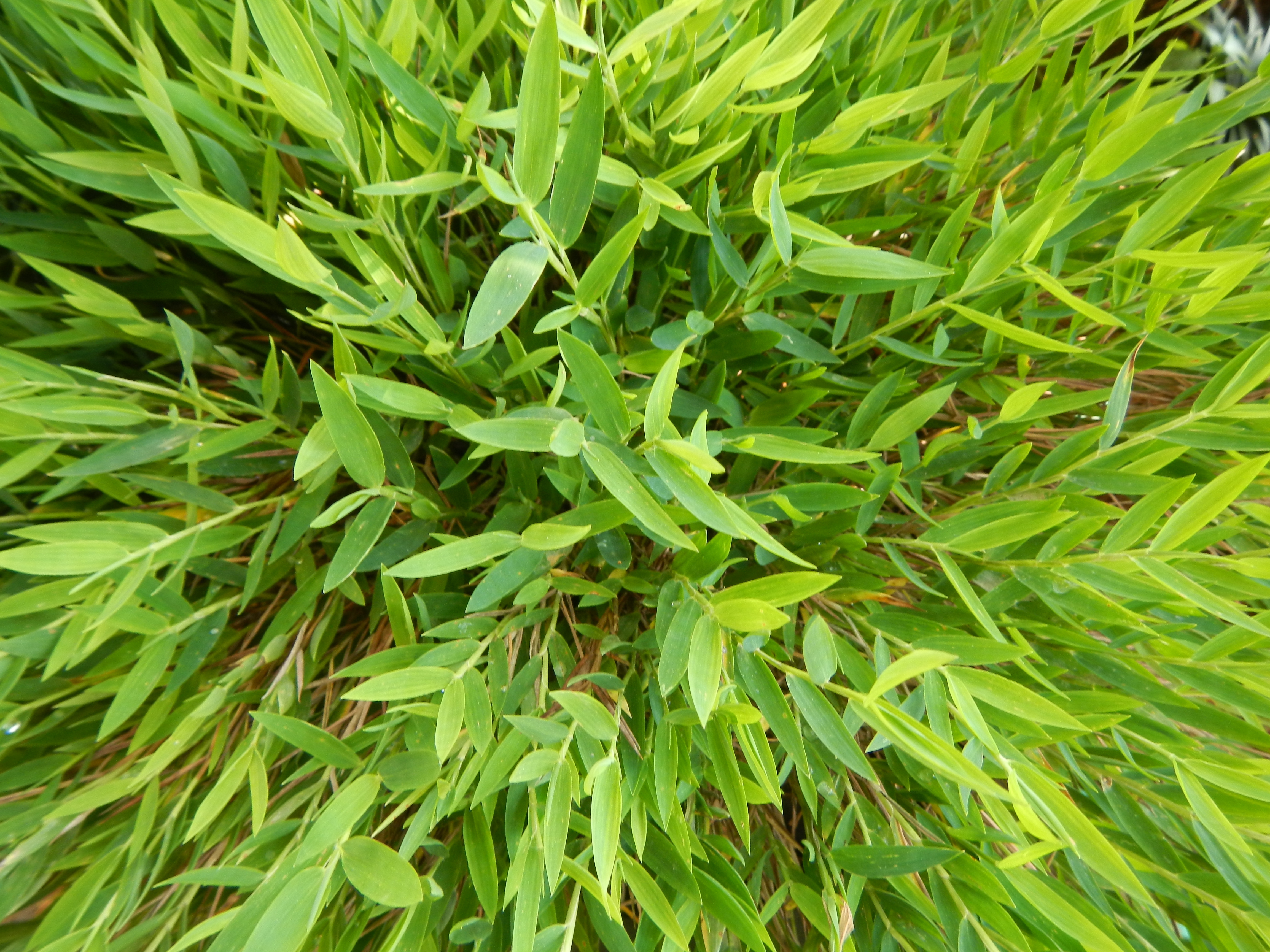
Le foglie
Chusquea culeou

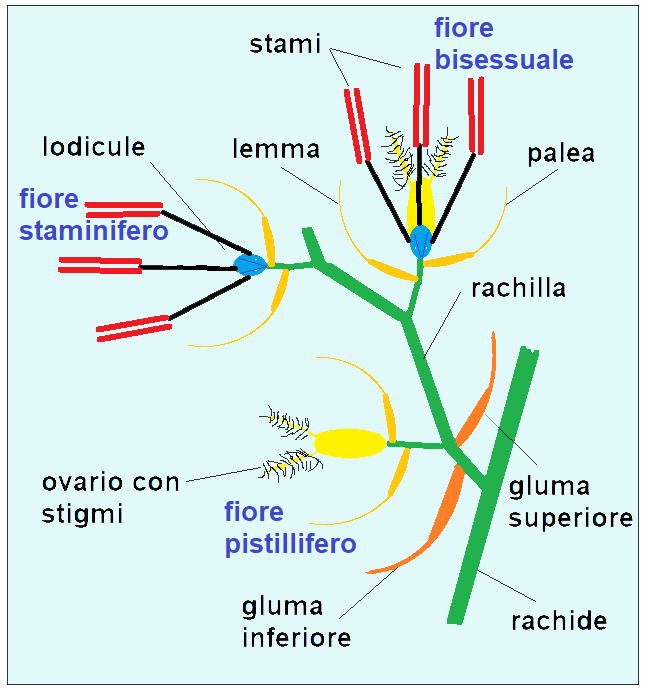
Spighetta generica con tre fiori diversi

- Il portamento delle specie di questo genere è arbustivo (o cespuglioso) con culmi legnosi, solidi da eretti a pendenti (arcuati), talora striscianti o rampicanti (p.es. Chusquea abietifolia[7]). Le radici in genere sono del tipo fascicolato derivate da rizomi anfimorfi (i rizomi sono sia pachimorfi che leptomorfi[8]). Gli internodi sono affusolati e solidi. Lo sviluppo dei rami è acropeto (o anche bidirezionale): i culmi raggiungono la loro piena altezza senza produrre rami ma solo foglie; in seguito dai culmi si originano (raramente) dei rami e foglie di fogliame, iniziando dalla base o dal centro della pianta e procedendo in modo acropeto o bidirezionale. Colore dei culmi:  verde, giallo, viola, screziato o coperto da un essudato ceroso. Altezza massima: 20 metri.[2][9][10][11][12][13][14][15]
- Le foglie lungo il culmo sono disposte in modo alterno, sono distiche e si originano dai vari nodi; possono essere persistenti o decidue. Sono composte da una guaina, una ligula (è presente una ligula esterna - quella interna è cartacea) e una lamina. Le venature sono parallelinervie; delle venature sono presenti anche nelle ligule. Le guaine sia delle foglie dei culmi che del fogliame sono prive di fimbrie o auricolari. Il portamento delle lame è rigido e diritto (raramente sono riflesse). Le guaine delle foglie del fogliame sono vistosamente carenate; mentre le lame sono sottili e coriacee, spesso sono tassellate sul lato abassiale. In alcune specie di questo genere le foglie del fogliame possono essere assenti
- Infiorescenza principale (sinfiorescenza o semplicemente spiga): le infiorescenze sono per lo più ramificate ed hanno la forma di una grande pannocchia aperta. Le spighette sono molto numerose.
- Infiorescenza secondaria (o spighetta): le spighette, compresse lateralmente, sono formate da un fiore fertile sotteso da quattro brattee chiamate glume (inferiore e superiore - le due prossimali possono essere ridotte) con o senza punte. Possono essere presenti alcuni fiori basali sterili. La rachilla delle spighette è priva di estensione. Alla base di ogni fiore sono presenti due brattee: la palea e il lemma. La disarticolazione avviene sopra le glume.
- I fiori fertili sono attinomorfi formati da 3 verticilli: perianzio ridotto, androceo  e gineceo.

- Formula fiorale:

- , P 2, A (1-)3(-6), G (2–3) supero, cariosside.

- Il perianzio è ridotto e formato da tre lodicule, squame poco visibili (forse relitto di un verticillo di 3 sepali). Le lodicule hanno una consistenza membranosa, sono glabre o cigliate con apici ottusi.

- L'androceo è composto da 2/3 stami ognuno con un breve filamento libero, una antera e due teche. Le antere sono basifisse con deiscenza laterale. Il polline è monoporato.

- Il gineceo è composto da 3-(2) carpelli connati formanti un ovario supero. L'ovario, glabro, ha un solo loculo con un solo ovulo subapicale (o quasi basale). L'ovulo è anfitropo e semianatropo e tenuinucellato o crassinucellato. Lo stilo, breve, è unico con due stigmi papillosi.

- I frutti sono del tipo cariosside, ossia sono dei piccoli chicchi indeiscenti, con forme ellissoidi o oblunghe, nei quali il pericarpo è formato da una sottile parete che circonda il singolo seme. In particolare il pericarpo, carnoso e succulento, è fuso al seme ed è aderente. L'endocarpo non è indurito e l'ilo è lungo e lineare.

## Biologia
In generale nelle erbe delle Poaceae la fecondazione avviene fondamentalmente tramite l'impollinazione dei fiori per via  anemogama. Gli stigmi piumosi sono una caratteristica importante per catturare meglio il polline aereo.
I semi cadendo a terra, dopo aver eventualmente percorso alcuni metri a causa del vento (dispersione anemocora) sono dispersi soprattutto da insetti tipo formiche (mirmecoria).

## Distribuzione e habitat
La distribuzione delle specie di questo genere è americana dal Messico fino all'Argentina con habitat in prevalenza tropicali o subtropicali. Nel Nord America sono presenti solamente 18 specie.

## Tassonomia
La famiglia delle Poacee è suddivisa in 11 sottofamiglie, il genere Chusquea fa parte della sottofamiglia Bambusoideae (tribù Bambuseae, sottotribù Chusqueinae).
Il genere comprende 200 specie.

### Filogenesi
Con l'inclusione del genere Neurolepis Meisn. (ex. sottotribù Neurolepidinae Soderstrom ed Ellis), le cui specie sono confluite nei due sottogeneri Platonia e Magnifoliae, la monofilia di Chusqueinae è sufficientemente supportata. L'inclusione del genere Neurolepis è giustificata oltre che dai dati molecolari, anche dalla presenza comune (con gli altri gruppi della sottotribù) di papille sulle cellule sussidiarie degli stomi e dalle spighette con singolo fiore a 4 glume. Questo gruppo risulta inoltre endemico del Nuovo Mondo.
La sottotribù Chusqueinae (e quindi il genere Chusquea) all'interno della tribù Bambuseae è descritta all'interno del "clade neotropicale" (insieme alle sottotribù Arthrostylidiinae e Guaduinae) e risulta "gruppo fratello" del resto delle Bambuseae tropicali.
Uno studio filogenetico sul DNA dei cloroplasti condotto sul 40% delle specie del genere, ha individuato 6 cladi principali (due cladi fortemente supportati e cinque debolmente supportati, all'interno del grande clade "Euchusquea"). Le relazioni tra questi lignaggi non sono state risolte in modo definitivo e la composizione delle specie dei cladi è fortemente in conflitto con gli attuali raggruppamenti tassonomici basati su aspetti morfologici. Per cui sono necessarie ancora ulteriori analisi soprattutto per valutare e descrivere la diversità del clade "Euchusquea".
Il genere attualmente è suddiviso in 5 sottogeneri. Il subg. Magnifoliae, da un punto di vista filogenetico, si trova in posizione "basale" e quindi è "gruppo fratello" del resto delle specie del genere. All'interno il subg. Platonia si trova, da un punto di vista evolutivo, subito prima del grande clade "Euchusquea" contenente la maggior parte delle specie. All'interno del clade "Euchusquea" in posizione "basale" si trova il subg. Rettbergia, mentre gli altri due sottogeneri (subg. Chusquea e subg. Swallenochloa) sono variamente distribuiti nel "core" del genere. Il cladogramma seguente, tratto dallo studio citato e semplificato, mostra l'attuale conoscenza filogenetica del genere Chusquea.
|  | subg. Chusquea/Swallenochloa                                                                  |
|  |                                                                                               |
|  | \| \| subg. Chusquea/Swallenochloa \| \| \| \| \| \| subg. Chusquea/Swallenochloa \| \| \| \| |
|  |                                                                                               |
|  | subg. Chusquea/Swallenochloa                                                                  |
|  |                                                                                               |
|  | subg. Chusquea/Swallenochloa                                                                  |
|  |                                                                                               |

|  | subg. Chusquea/Swallenochloa |
|  |                              |
|  | subg. Chusquea/Swallenochloa |
|  |                              |

|  | subg. Chusquea/Swallenochloa                                                                  |
|  |                                                                                               |
|  | \| \| subg. Chusquea/Swallenochloa \| \| \| \| \| \| subg. Chusquea/Swallenochloa \| \| \| \| |
|  |                                                                                               |
|  | subg. Chusquea/Swallenochloa                                                                  |
|  |                                                                                               |
|  | subg. Chusquea/Swallenochloa                                                                  |
|  |                                                                                               |

|  | subg. Chusquea/Swallenochloa |
|  |                              |
|  | subg. Chusquea/Swallenochloa |
|  |                              |

|  | subg. Chusquea/Swallenochloa                                                                  |
|  |                                                                                               |
|  | \| \| subg. Chusquea/Swallenochloa \| \| \| \| \| \| subg. Chusquea/Swallenochloa \| \| \| \| |
|  |                                                                                               |
|  | subg. Chusquea/Swallenochloa                                                                  |
|  |                                                                                               |
|  | subg. Chusquea/Swallenochloa                                                                  |
|  |                                                                                               |

|  | subg. Chusquea/Swallenochloa |
|  |                              |
|  | subg. Chusquea/Swallenochloa |
|  |                              |

|  | subg. Chusquea/Swallenochloa                                                                  |
|  |                                                                                               |
|  | \| \| subg. Chusquea/Swallenochloa \| \| \| \| \| \| subg. Chusquea/Swallenochloa \| \| \| \| |
|  |                                                                                               |
|  | subg. Chusquea/Swallenochloa                                                                  |
|  |                                                                                               |
|  | subg. Chusquea/Swallenochloa                                                                  |
|  |                                                                                               |

|  | subg. Chusquea/Swallenochloa |
|  |                              |
|  | subg. Chusquea/Swallenochloa |
|  |                              |

|  | subg. Chusquea/Swallenochloa                                                                  |
|  |                                                                                               |
|  | \| \| subg. Chusquea/Swallenochloa \| \| \| \| \| \| subg. Chusquea/Swallenochloa \| \| \| \| |
|  |                                                                                               |
|  | subg. Chusquea/Swallenochloa                                                                  |
|  |                                                                                               |
|  | subg. Chusquea/Swallenochloa                                                                  |
|  |                                                                                               |

|  | subg. Chusquea/Swallenochloa |
|  |                              |
|  | subg. Chusquea/Swallenochloa |
|  |                              |

|  | subg. Chusquea/Swallenochloa                                                                  |
|  |                                                                                               |
|  | \| \| subg. Chusquea/Swallenochloa \| \| \| \| \| \| subg. Chusquea/Swallenochloa \| \| \| \| |
|  |                                                                                               |
|  | subg. Chusquea/Swallenochloa                                                                  |
|  |                                                                                               |
|  | subg. Chusquea/Swallenochloa                                                                  |
|  |                                                                                               |

|  | subg. Chusquea/Swallenochloa |
|  |                              |
|  | subg. Chusquea/Swallenochloa |
|  |                              |

|  | subg. Chusquea/Swallenochloa                                                                  |
|  |                                                                                               |
|  | \| \| subg. Chusquea/Swallenochloa \| \| \| \| \| \| subg. Chusquea/Swallenochloa \| \| \| \| |
|  |                                                                                               |
|  | subg. Chusquea/Swallenochloa                                                                  |
|  |                                                                                               |
|  | subg. Chusquea/Swallenochloa                                                                  |
|  |                                                                                               |

|  | subg. Chusquea/Swallenochloa |
|  |                              |
|  | subg. Chusquea/Swallenochloa |
|  |                              |

|  | subg. Chusquea/Swallenochloa                                                                  |
|  |                                                                                               |
|  | \| \| subg. Chusquea/Swallenochloa \| \| \| \| \| \| subg. Chusquea/Swallenochloa \| \| \| \| |
|  |                                                                                               |
|  | subg. Chusquea/Swallenochloa                                                                  |
|  |                                                                                               |
|  | subg. Chusquea/Swallenochloa                                                                  |
|  |                                                                                               |

|  | subg. Chusquea/Swallenochloa |
|  |                              |
|  | subg. Chusquea/Swallenochloa |
|  |                              |

Le sinapomorfie per questo genere sono:
- un fiore per spighetta;
- la rachilla senza estensione;
- quattro glume;
- le celle sussidiarie (o annesse) degli stomi hanno almeno due papille.

### Suddivisione del genere
La seguente tabella mostra come tradizionalmente è suddiviso il genere (con l'aggiunta dei due nuovi sottogeneri Magnifoliae e Platonia). Molte specie sono ancora prive di una collocazione precisa nel genere.
| Sottogenere   | Sezione         | Gruppo          | Numero specie | Distribuzione & Habitat |
| ------------- | --------------- | --------------- | ------------- | --- |
| Chusquea      |                 |                 | 88            | Distribuzione in tutta l'America |
| Chusquea      | Chusquea        |                 | 20            | Foreste di medie e alte quote delle Ande                                                                                                   |
| Chusquea      | Longifoliae     |                 | 11            | Foreste montane del Messico meridionale, America centrale e Ande settentrionali                                                            |
| Chusquea      | Longiprophyllae |                 | 6             | Foreste montane delle Ande settentrionali (soprattutto cordigliera della Colombia)                                                         |
| Chusquea      | Serpentes       |                 | 6             | Foreste montane del Messico, America centrale e Ande settentrionali                                                                        |
| Chusquea      | Verticillatae   |                 | 18            | Foreste montane medio-basse del Messico, dell'America centrale e delle Ande settentrionali                                                 |
| Chusquea      | Verticillatae   | C. ramosissima  | 3             | Foreste atlantiche e di pianura di Misiones, Argentina, Paraguay e Brasile                                                                 |
| Chusquea      | Verticillatae   | C. meyeriana    | 5             | Brasile (specialmente le foreste atlantiche)                                                                                               |
| Rettbergia    |                 |                 | 11            | Foreste montane e atlantiche brasiliane (ad eccezione di C. arachniformis, endemica delle foreste montane della Colombia nord-occidentale) |
| Swallenochloa |                 |                 | 39            | Habitat aperti, spesso ad alta quota delle Ande settentrionali, dell'America centrale e altopiani del Brasile orientale                    |
| Swallenochloa | Swallenochloa   |                 | 39            | Habitat aperti |
| Swallenochloa | Swallenochloa   | C. culeou       | 3             | Prati aperti e foreste delle Ande australi (0 - 2.000 m s.l.m.)                                                                            |
| Swallenochloa | Swallenochloa   | C. heterophylla | 2             | Altopiani del Brasile |
| Swallenochloa | Swallenochloa   | C. mimosa       | 4             | Foreste di media e alta quota del Brasile (C. nudiramea si trova anche nella foresta atlantica a bassa quota)                              |
| Platonia      |                 |                 | 11            | Foreste montane superiori dell'Ecuador e della Colombia (C. fimbriligulata si estende nel nord del Perù)                                   |
| Magnifoliae   |                 |                 | 10            | America centrale, Ande settentrionali e centrali, Trinidad, Guyana e Brasile settentrionale                                                |